# Ecquedecques
Ecquedecques è un comune francese di 484 abitanti situato nel dipartimento del Passo di Calais nella regione dell'Alta Francia.

## Storia

### Simboli
Lo stemma del comune si blasona: 
La famiglia De Fouler possedeva la signoria di Ecquedecques nel XVIII secolo. Essa ebbe origine da Jean Fouler, uno scozzese che venne in Francia per servire Luigi XIV e si stabilì a Béthune e il cui figlio, Jean-François De Fouler, acquistò il castello di Relingue, a Lillers nel 1707. Questa famiglia pare portasse le armi d'oro al decusse di rosso. L'uso della croce di Sant'Andrea nell'araldica scozzese era abbastanza comune.
Allo stemma tradizionale dei De Fouler, nel 1996, fu associata una testa di pavone rivoltata, tratta dall'emblema della famiglia De Pan de Wisques, ultimi signori del luogo, che portavano di verde, allo scaglione d'oro accompagnato da tre teste di pavone dello stesso.
Le insegne della famiglia De Pan de Wisques sono state riportate, rivoltate, sullo stemma del comune di Wisques.

## Società

### Evoluzione demografica
Abitanti censiti